# Ислямофобия
Ислямофобията е определяна като феномен – предразсъдък срещу или демонизиране на мюсюлманите, – който се изразява в цялостно негативно отношение, насилие, тормоз, дискриминация и стереотипизиране (в това число тенденциозно отношение от страна на медиите). Произхода на термина може да се проследи до 80-те или 90-те години на 20 век, макар че истински популярен в разговорната реч става след атентатите от 11 септември 2001. Кофи Анан, генерален секретар на ООН, заявява на конференция на организацията през 2004 г.: „Когато света е принуден да създаде нова дума, за да означи широко разпространения предразсъдък, това развитие е тъжно и тревожно. Такъв е случая с ислямофобията.“
Анджа Рудигер, изпълнителен координатор на Европейския център за мониторинг на расизма и ксенофобията, твърди че вече е неприемливо да се използва цвета на кожата като атрибут за оразличаване на хората и че религията и културата са се превърнали в „маркери за привидно „естествените“ начини за защита.“ Според нея исляма е „новият „друг“...“
Британският тръст „Runnymede“ описвя ислямофобията през 1997 г. като становище, че исляма няма ценности в сравнение с други култури; че е по-„нисш“ от западния свят; че е по-скоро проповядваща насилие политическа идеология, отколкото религия; че критиката му към запада е несъстоятелна; че дискриминативните практики срещу мюсюлмани са оправдани.
Американският писател Стивън Шуорц, директор на Център за ислямски плурализъм, предупреждава за реалната тенденция към обвиняване на всички опоненти на ислямския радикализъм в ислямофобия, но отбелязва феномена като безспорно реален. Той дефинира термина като цялостно заклеймяване на исляма и историята му като екстремистки; отричане съществуването на умерено мюсюлманско мнозинство; определянето на самия ислям като световен проблем; посочване на мюсюлманите като безспорни виновници във всеки конфликт в който са страна; и подбуждане към война с исляма като цяло.
Британският писател и академик Кенан Малик критикува концепцията за ислямофобията, наричайки я „мит“. Малик твърди, че тя бърка дискриминацията срещу мюсюлманите с критиката към исляма и се използва, за да приглуши критиката към религията, включително мюсюлманската такава, отправена от потенциални религиозни реформатори. Писателят Салман Рушди е сред подписалите се под декларация през март 2006, наричаща ислямофобията „окаяна концепция бъркаща критиката към исляма като религия и стигматизацията на онези, които вярват в нея.“
Философът Робърт Редекер коментира, че историята на термина показва, че думата ислямофобия е създадена от съзнателното усилие да се заглуши критиката към ислямските практики, в частност апартейда на жените.